# قمری خانگی
قُمری خانگی (نام علمی: Spilopelia senegalensis) گونه‌ای پرنده از تیرهٔ کبوتران و راستهٔ کبوترسانان است که حدود ۲۶ سانتیمتر طول دارد و شبیه قمری معمولی، اما کوچکتر از آن است.
قمری خانگی در مناطق گرمسیری آفریقای جنوب صحرا، خاورمیانه، جنوب آسیا، هند و غرب استرالیا زندگی می‌کند که پس از رها شدن از باغ‌وحش پرث در سال ۱۸۹۸ جمعیت آنها افزایش یافت. این پرنده در ایران نیز بسیار یافت می‌شود. این پرنده دُم بلند و جثه لاغری نسبت به دیگر کبوترسانان دارد. نر و ماده آن شبیه به هم و پرنده نابالغ تیره‌رنگ‌تر است. سطح پشتی، بالها و دم آن به رنگ خشت خام یا کرمی است. پرهای خاکستری مایل به آبی در بال‌هایش دیده می‌شود. سر و بخش‌های پایینی بدنش به صورتی و شکمش به رنگ سفید می‌گراید. پاهایش نیز قرمز رنگ است.

## نام‌های محلی

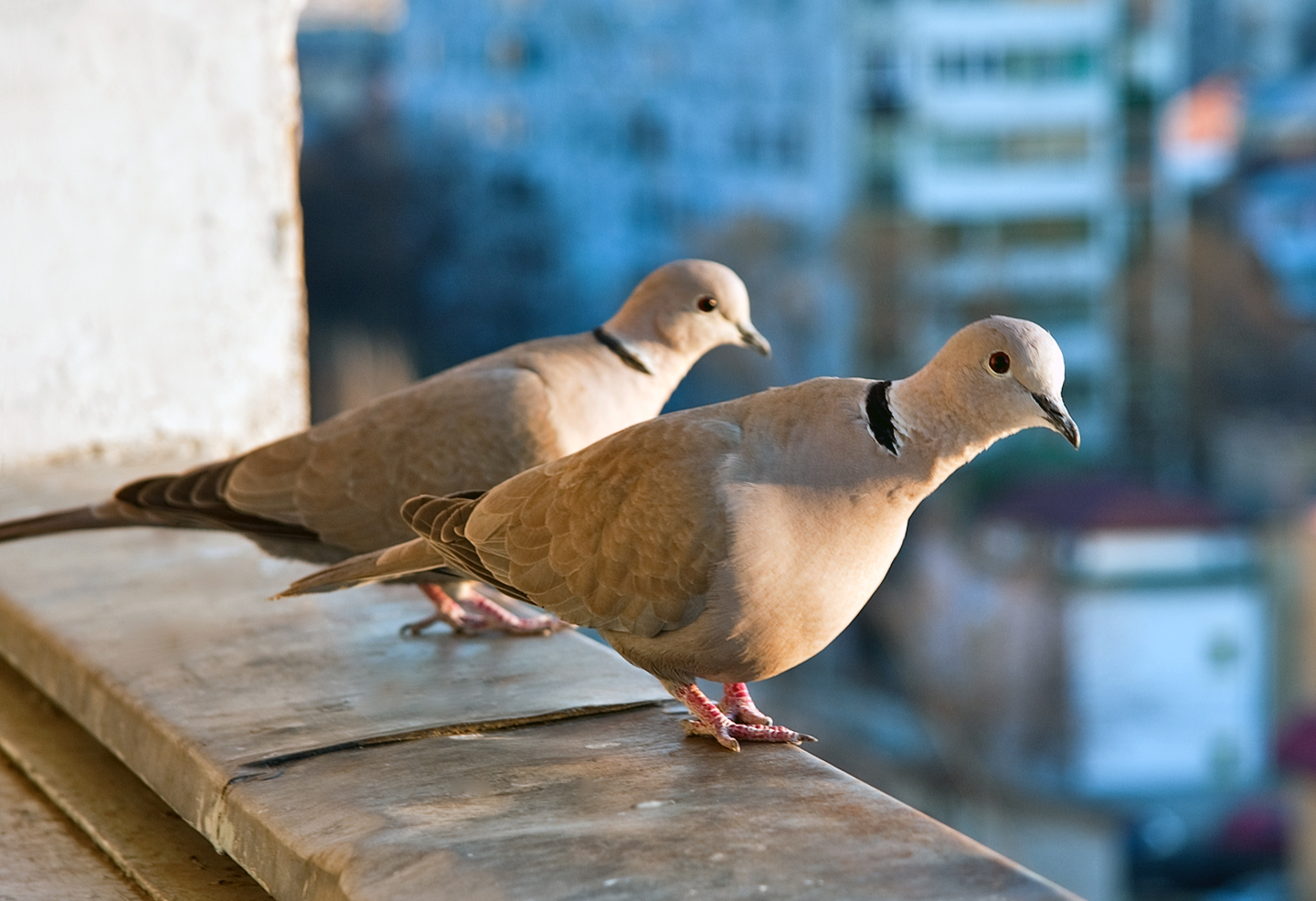
قُمری خانگی گاه با یاکریم که طوق هم دارد اشتباه گرفته می‌شود.

در کل به قُمری‌ها گاه کوکو یا کبوتر کوکو گفته می‌شود. در بخش‌های جنوب و شرقی ایران خصوصاً منطقه خراسان رضوی این پرنده به نام «موسی کو تقی» و در منطقه بم، این پرنده به نام «پُختو» و در شهرهایی همچون قلعه گنج در جنوب کرمان از این پرنده به نام محلی «سوهْتَله» یا «سوتَله» نیز یاد می‌شود. در بعضی نواحی جنوب ایران «تُتُر» یا «کبوتر تُتُر» نامیده می‌شود. در کاشان به این پرنده، «قوقو» گفته می‌شود و در گویش اصفهانی به «پاختر» و در یزد به «کفتر کوکو» یا «فاخته» و در تهران و سمنان  به نام «یاکریم» معروف است. 

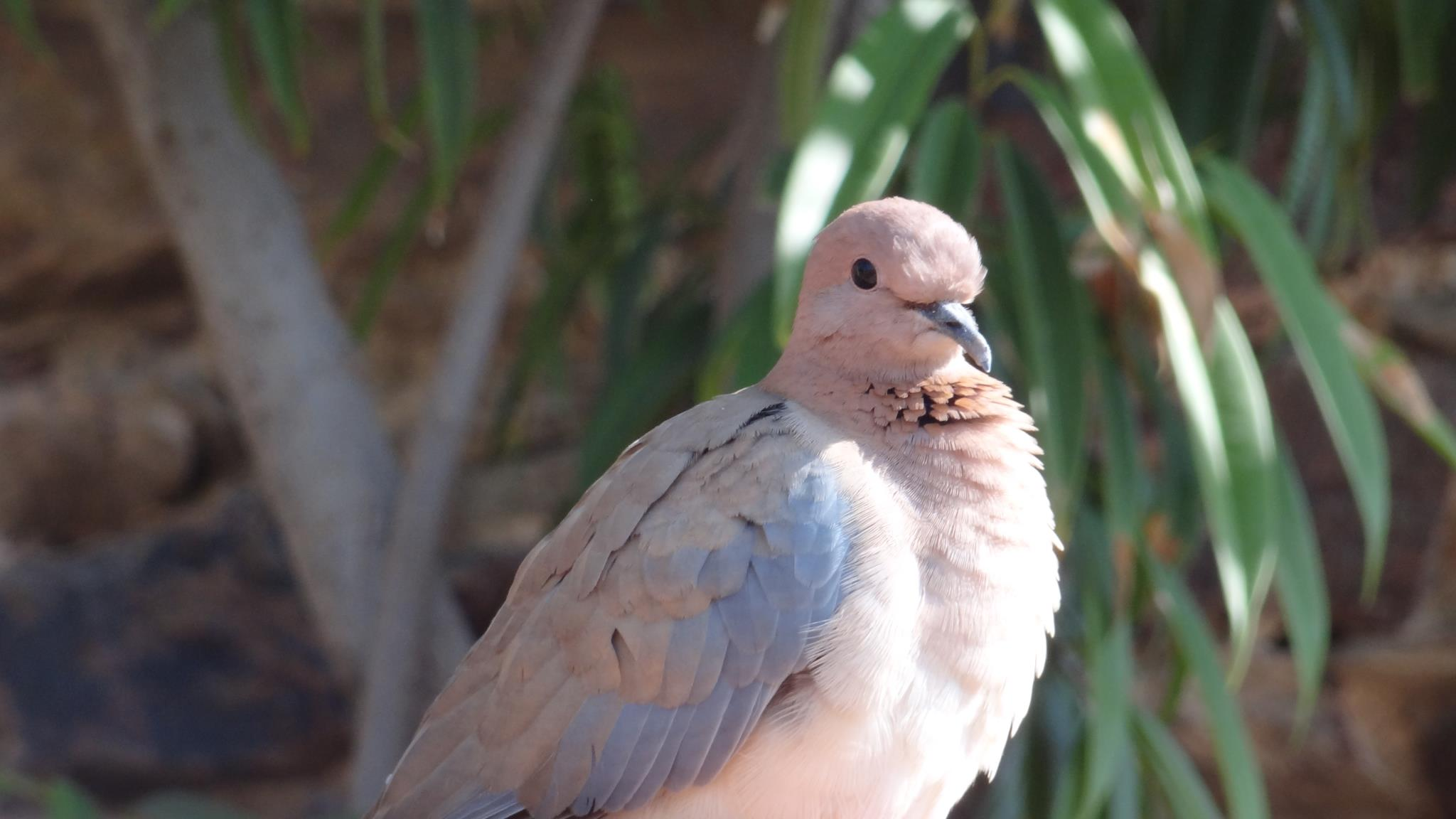

یاکریم گونه دیگر قُمری است و از آنجا که در باغهای دور از آبادی‌ها به‌سر می‌برد به کبوتر باغی نیز مشهور است.

## تغذیه
خوراک قُمری خانگی دانه‌ها، غلات، علفها و انواع سبزیجات است. از میان دانه‌ها، بیشتر کنجد، ارزن و گندم را دوست دارد. البته اگر گندم و ارزن را پیدا نکند، دنبال برنج و تکه‌های کوچک نان می‌گردد. گاهی هم سنگ‌های کوچک را برای هضم غذا می‌خورد. قمری‌های خانگی بیشتر بر روی زمین زندگی می‌کنند و به دنبال غذا می‌گردند. اصولاً اجتماعی نیستند و معمولاً تنها یا جفتی زندگی می‌کنند.

## جفت‌گیری و تخمگذاری
اوایل بهار فصل تخم‌گذاری قُمری خانگی است. در مناطق گرم تر این کار ممکن است چند روز پایانی زمستان انجام شود. در ابتدا پرندهٔ نر و ماده با یکدیگر شروع به ساختن لانه می‌کنند به این صورت که پرندهٔ ماده در مکانی که قرار است لانه در آن ساخته شود می‌نشیند و پرندهٔ نر تکه‌های چوب را برایش میاورد و چند روز پس از تکمیل لانه پرندهٔ ماده نخستین تخم خود را می‌گذارد و معمولاً ساعاتی بعد یا روز بعد تخم دوم را می
حدود دو هفته شبانه روز روی تخم‌ها می‌نشیند (فقط حدود سه بار در روز لانه را ترک می‌کند برای تأمین آب و غذا که هر دفعه کمتر از بیست دقیقه به طول می‌انجامد که گاهی هم در این فاصله پرندهٔ ماده و نر جای خود را عوض می‌کنند و نوبتی بروی تخمها می‌نشینند) و حدوداً در روز پانزدهم اولین جوجه به دنیا می‌آید. چند ساعت بعد یا فردای آن روز جوجهٔ دوم تخم را می‌شکند و جوجه‌ها حدود پانزده روز با سرعت قابل توجهی رشد می‌کنند. در روزهای دهم تا پانزدهم بال‌های خود را باز و بسته می‌کنند و کم‌کم آمادهٔ ترک لانه می‌شوند تا این که بالاخره در روز پانزدهم به همراه هم لانه را ترک می‌کنند.

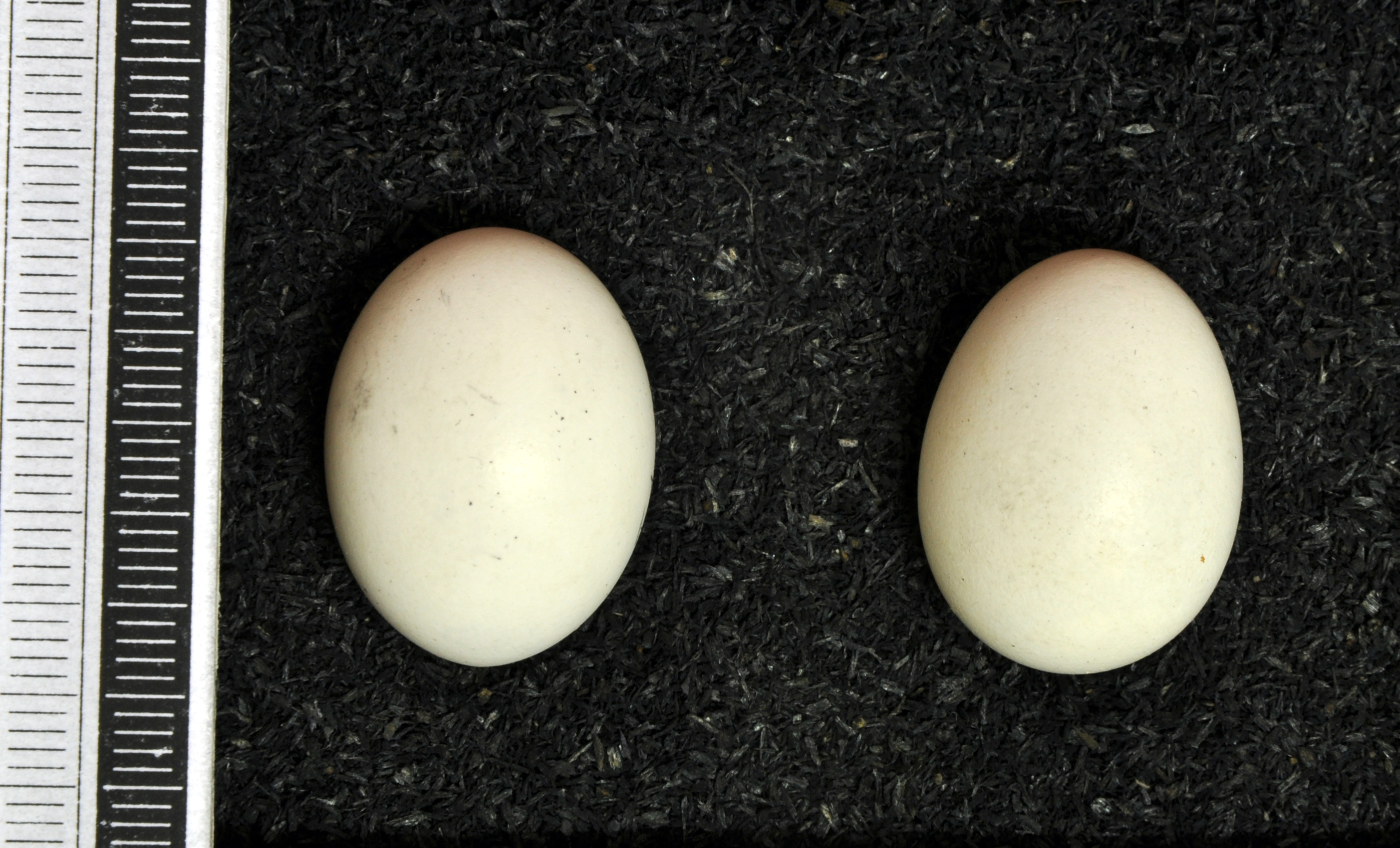
تخم‌های قمری خانگی

لازم است ذکر شود که حدود یک یا دو روز بعد والدین شروع به تعمیر آن لانه کرده و چند روز بعد از رفتن آن جوجه‌ها دوباره تخم‌گذاری را در همان لانه انجام می‌دهند.
در کل هر چرخهٔ تخم‌گذاری و بزرگ شدن جوجه‌های این پرنده تقریباً یک ماه به طول می‌انجامد.
مشاهده شده اگر در لانه ای فرایند تولد جوجه‌ها نافرجام بماند، لانه را ترک و تخم‌گذاری را در جای دیگری ادامه می‌دهند.

## راه رفتن
این پرنده پاهای کوچکی دارد، بنابراین سر خود را حین راه رفتن مداوم به جلو حرکت سریع داده و بعد از آن به جای اول بازمی‌گرداند.

## پرواز
قمری خانگی اغلب در ارتفاعات پایین پرواز می‌کند و هنگام فرود آمدن بسیار بال‌هایش را تکان می‌دهد.

## دفاع
این پرنده دفاع ویژه‌ای ندارد، ولی اگر شکارچی به او حمله کرده و او را بگیرد پرنده پرواز می‌کند و شکارچی با طوفانی از پر مواجه می‌شود. پرهای دم این پرنده خیلی راحت از جا کنده می‌شود. البته گفتنی است این روش همیشه جواب نمی‌دهد و بعضی اوقات هم شکارچی موفق به شکار این پرنده می‌شود. گاهی هم این پرنده با نوکش به بدن شکارچی ضربه می‌زند. و این پرنده برای دفاع از خودش و تخم‌هایش بیشترشان در کنار خانه‌های انسان لانه درست می‌کنند.

## نگارخانه

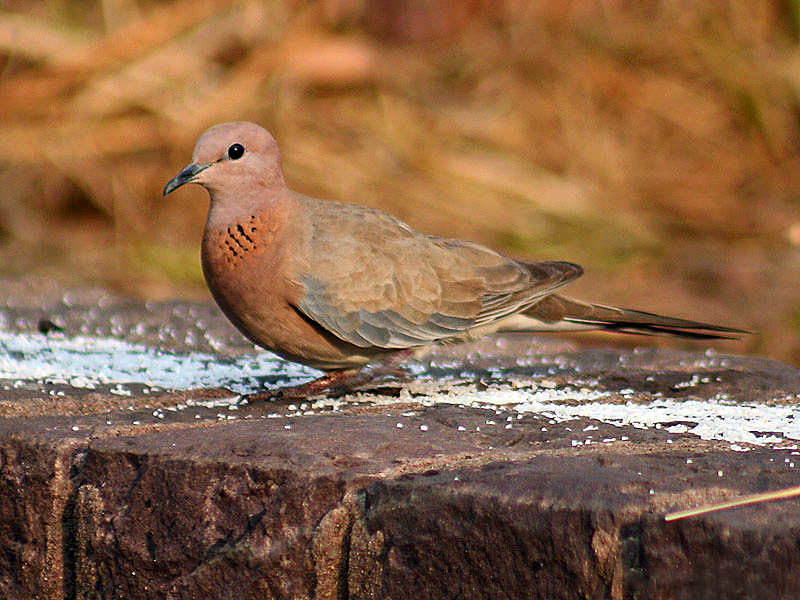
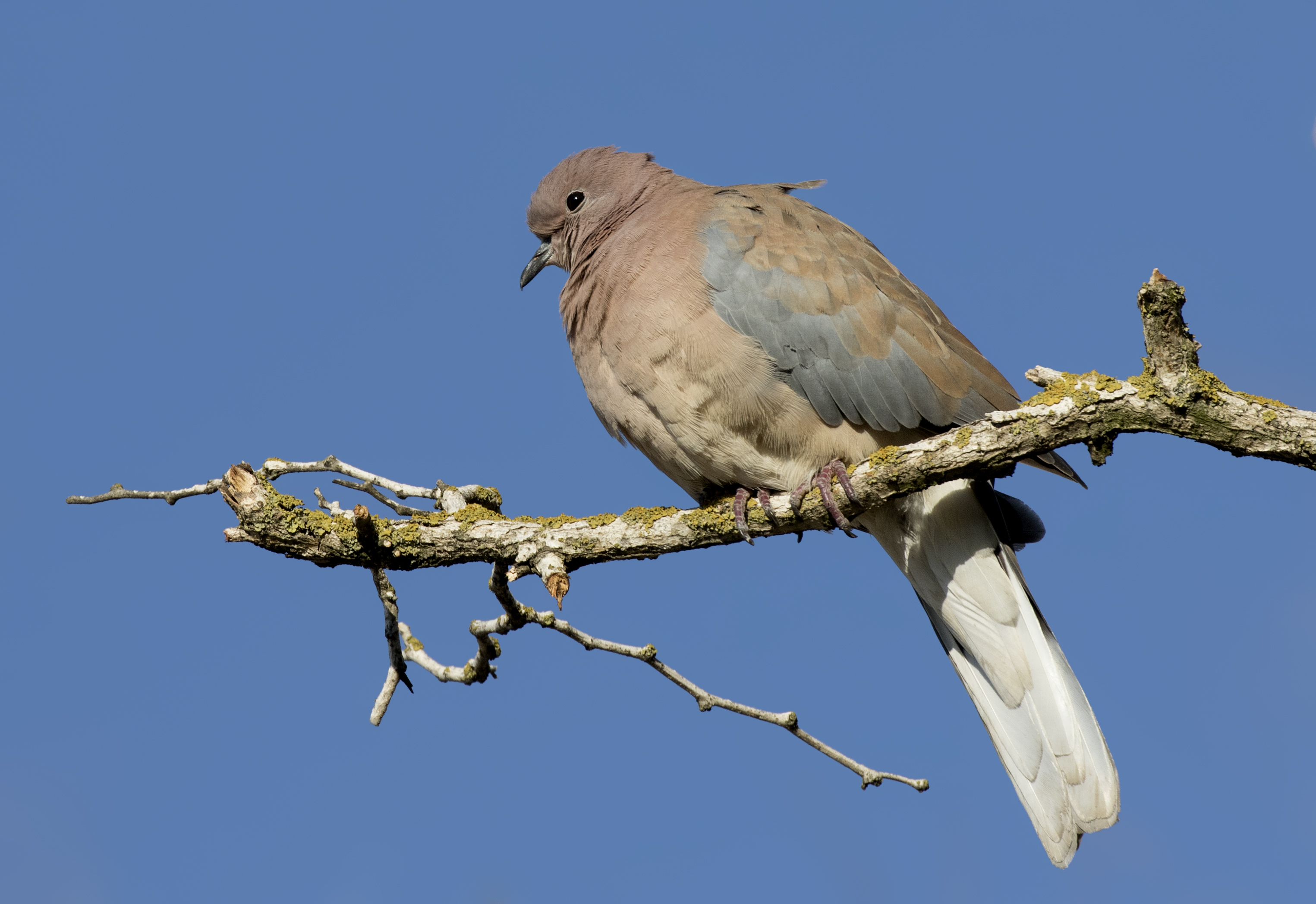
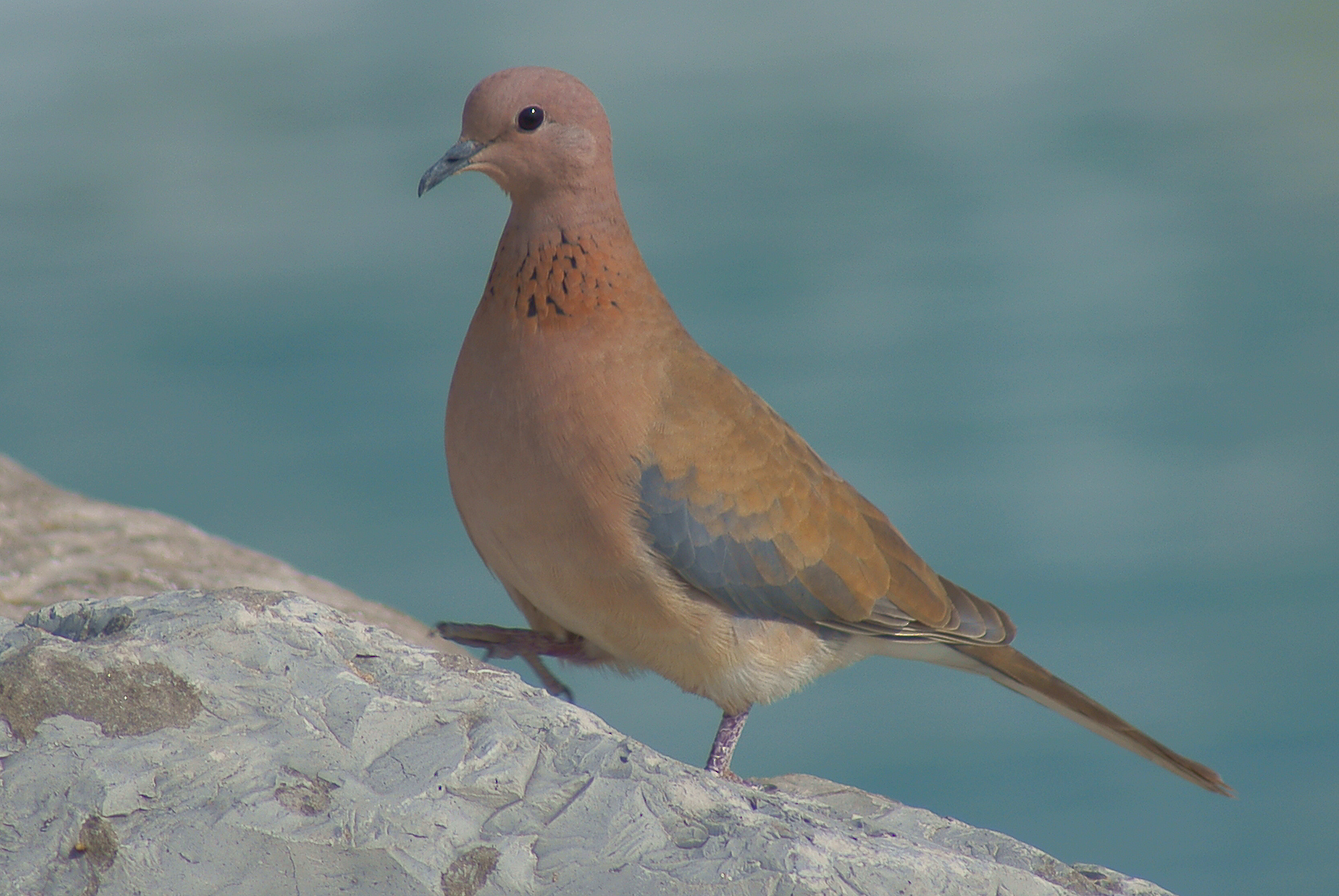
قمری خانگی در ابوظبی.
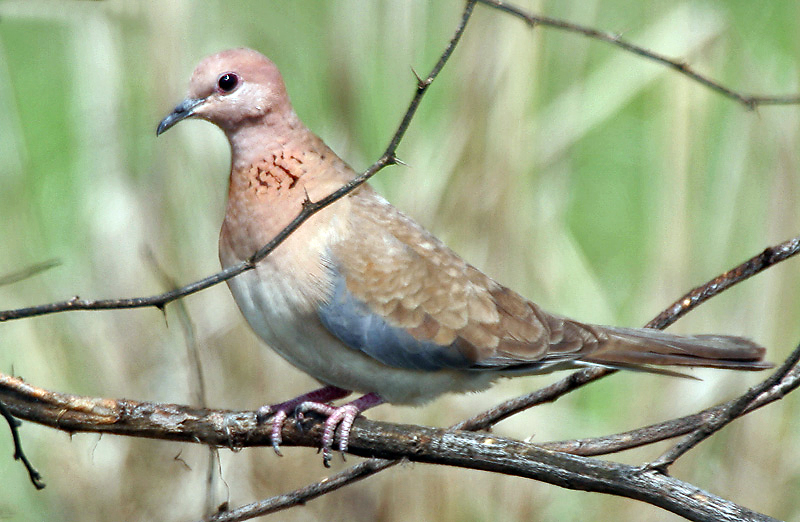
قمری خانگی در پارک ملی سلطان‌پور، هاریانا، هندوستان
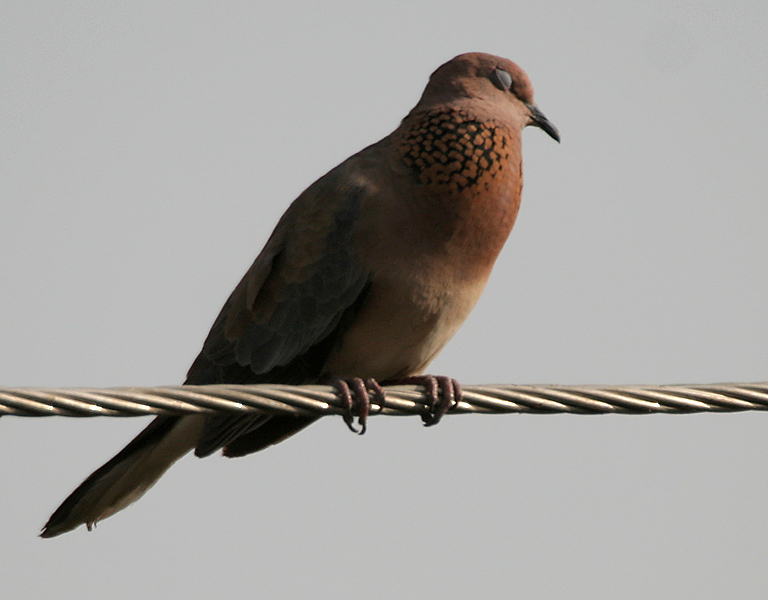
ماهاراشترا، هندوستان.
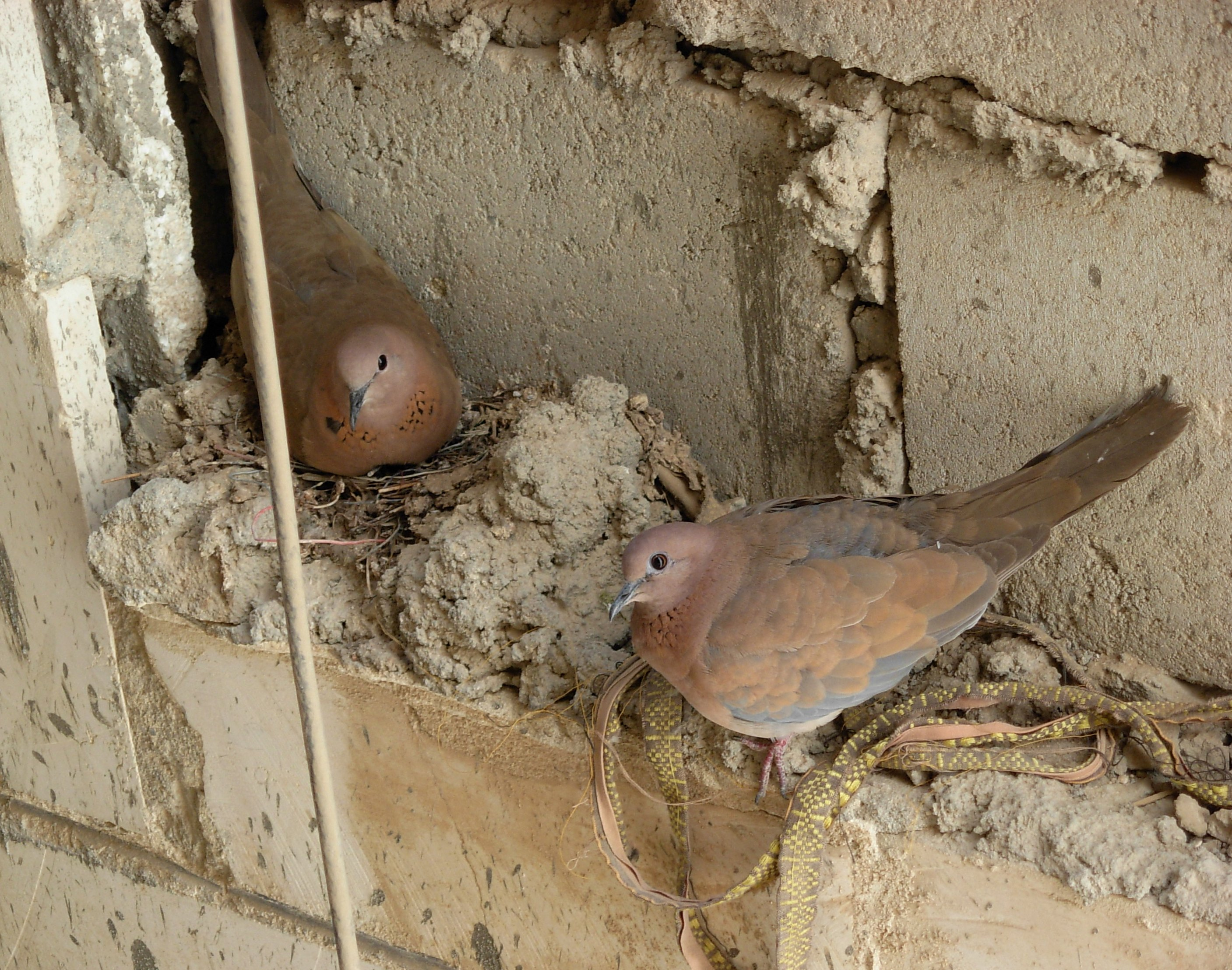
یک جفت قُمری خانگی در کویت
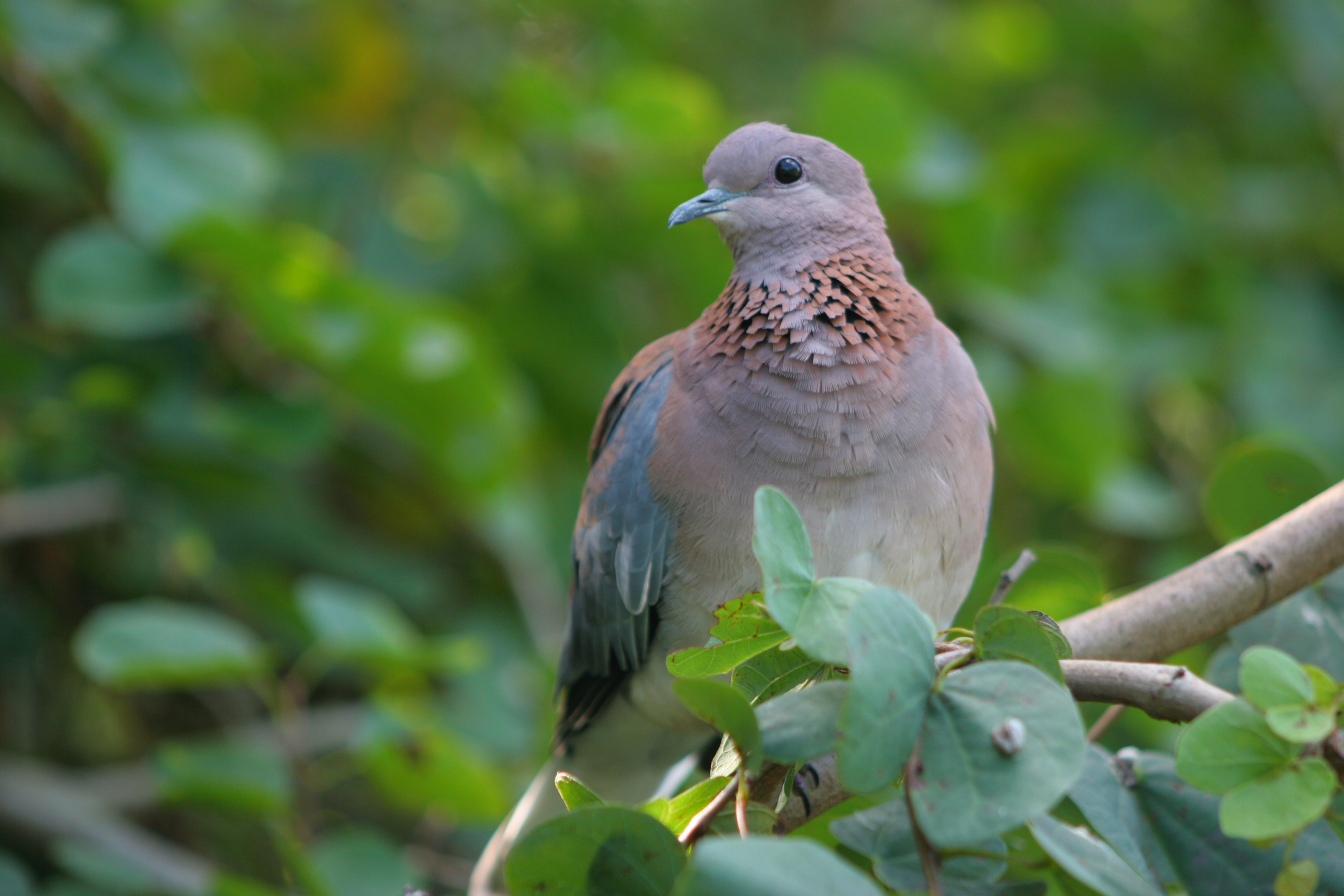
قُمری خانگی در باغ پرندگان، آفریقای جنوبی
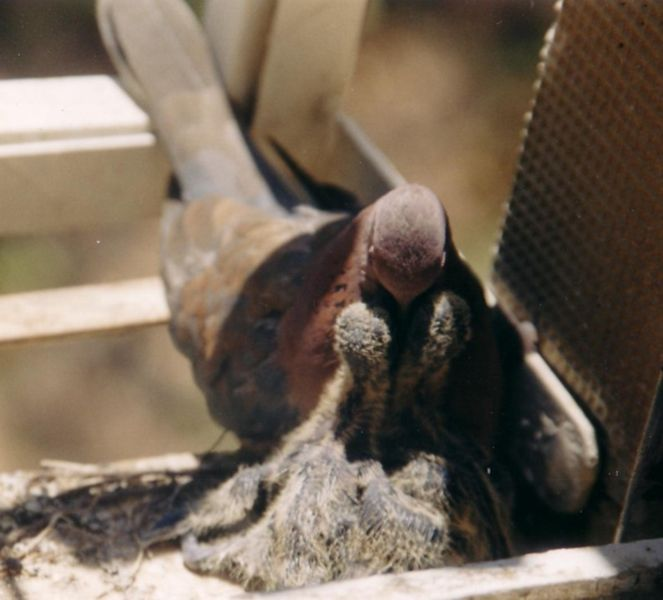
قمری خانگی در حال تغذیه فرزندان، اورشلیم
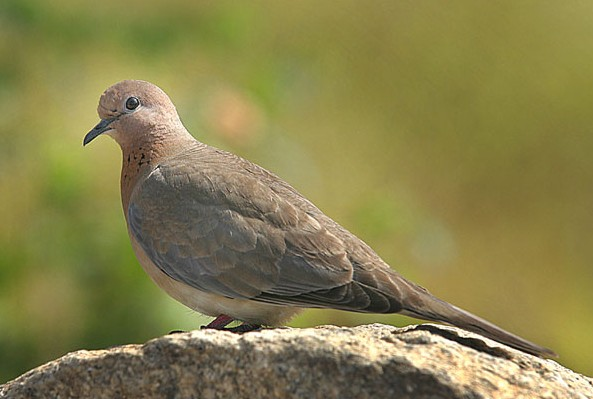
قُمری خانگی در بنگلور، هندوستان
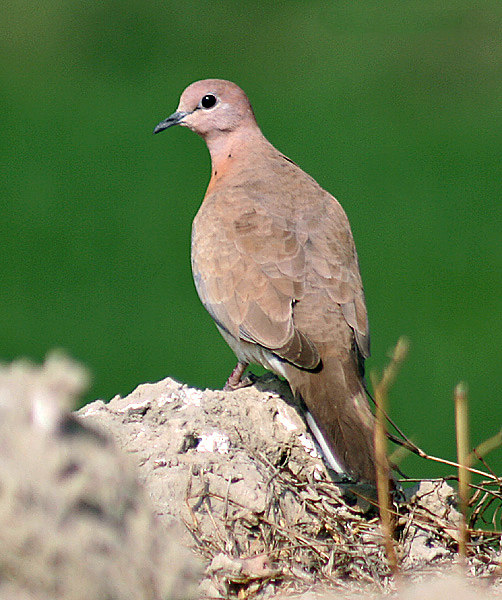
قمری خانگی در فریدآباد، هاریانا، هندوستان.
قُمری خانگی در ایران